# Pedro de Luna y Albornoz
Pedro Martínez de Luna y Albornoz (Morata de Jalón, ca. 1375 - Toledo, 18 de setembre de 1414). Eclesiàstic aragonès, administrador del bisbat de Tortosa i arquebisbe de Toledo.
Fill de Juan Martínez de Luna y Gótor, senyor d'Illueca, Gotor, Morata de Jalón, Purroy de Jalón, Chodes, La Purujosa, Valtorres i La Vilueña; i de Teresa de Albornoz.
En 1395 ja era batxiller en Decrets i en 1399 apareix com a doctor en Decrets. Cubiculari i nebot de Benet XIII, des del començament del pontificat obté beneficis del Papa: en 1394 ardiaca de Huete, el 18 de febrer de 1395 ardiaca de les cocatedrals de Sogorb i Albarrasí, el 15 d'octubre de 1396 ardiaca de Niebla, i sense data concreta, paborde de la catedral de València, que li permeten formar part de seguici papal amb suficiència econòmica. El 28 de novembre de 1397, el Papa el nomena administrador del bisbat de Tortosa.
En 1399 el rei Martí l'Humà l'encomana l'expedició naval per socórrer el seu oncle que estava assetjat a Avinyó, i el 9 de setembre del mateix any, estant a Perpinyà, Pedro de Luna nomena Francesc Climent, cubiculari del Papa, i Guillem Carbonell, paborde de Lleida, vicaris generals de la diòcesi de Tortosa, per estar ell ocupat en altres assumptes. L'any 1401 Benet XIII el nomena arquebisbe de Sevilla però no pren possessió, i el 30 de juliol de 1403 el nomena arquebisbe de Toledo però no és acceptat pel rei Enric III, i pocs dies després, el 17 d'agost, el Papa li revoca l'administració del bisbat de Tortosa. Sense poder prendre possessió de l'arquebisbat de Toledo, Benet XIII li encarrega en 1405 la percepció de tributs a França, i el 5 de juliol del mateix any rep de Benet XIII, a Gènova, la consagració episcopal. Mort Enric III, a principis de 1407 pren possessió de l'arxidiòcesi de Toledo.
Mor el 18 de setembre de 1414 a la ciutat de Toledo, essent soterrat a la capella de sant Andreu de la Catedral, i posteriorment soterrat per manament del seu nebot Álvaro de Luna y Jarana, a la capella de sant Jaume de la mateixa catedral.